# تارتو
تارتو (به استونیایی: Tartu) دومین شهر پرجمعیت و دومین شهر مهم سیاسی کشور استونی بعد از تالین است.
جمعیت این شهر ۹۳٬۶۸۷ نفر و مساحت آن ۳۸٫۸ کیلومتر مربع است. تارتو که قدیمی‌ترین شهر استونی و منطقه بالتیک است بیشتر به‌خاطر وجود دانشگاه تارتو شناخته می‌شود و اغلب به عنوان مرکز فکری کشور در نظر گرفته می‌شود، براساس شواهد باستان‌شناسی اولین استقرار دائمی انسان‌ها در شهر تارتو مربوط به اوایل قرن ۵ میلادی است.
دیوان عالی استونی، وزارت آموزش و تحقیقات استونی و موزه ملی استونی و همچنین وانموینه قدیمی‌ترین تئاتر استونیایی‌زبان در شهر تارتو قرار دارند.

## نام‌گذاری
از سال ۱۹۱۸، نام استونیایی تارتو استفاده می‌شود، اما از آنجا که این شهر در طول تاریخ خود تحت کنترل حاکمان مختلف قرار گرفته‌است، نام‌های مختلفی برای آن به زبان‌های مختلف وجود داشته‌است. در زبان‌های آلمانی، سوئدی و لهستانی از نام دورپات (Dorpat) استفاده می‌کردند. همچنین در زبان روسیه از کلمه یوریف (Юрьев) و درپت (Дерпт) و در زبان لتونیایی از ترباتا (Tērbata) و در زبان فنلاندی از تارتو (Tartto) استفاده می‌کردند.

## جمعیت
| گروه نژادی    | آمار ۲۰۱۶ | آمار ۲۰۱۶ |
| گروه نژادی    | تعداد     | %         |
| ------------- | --------- | --------- |
| مردم استونی   | ۷۵٬۰۰۰    | ۸۰٫۱٪     |
| مردم روس      | ۱۳٬۶۵۱    | ۱۴٫۶٪     |
| اوکراینیان    | ۹۶۷       | ۱٫۰٪      |
| مردم فنلاند   | ۸۸۶       | ۱٫۰٪      |
| بلاروسی‌ها     | ۳۴۴       | ۰٫۴٪      |
| آلمانی‌ها      | ۲۸۷       | ۰٫۳٪      |
| مردم لاتویایی | ۱۸۳       | ۰٫۲٪      |
| لهستانی       | ۱۲۶       | ۰٫۱٪      |
| مردم لیتوانی  | ۱۱۴       | ۰٫۱٪      |
| دیگر/ناشناخته | ۲٬۱۲۹     | ۲٫۳٪      |
| مجموع         | ۹۳٬۶۸۷    | ۱۰۰٪      |

| سال  | جمعیت   |
| ---- | ------- |
| ۱۸۸۱ | ۲۹٬۹۷۴  |
| ۱۸۹۷ | ۴۲٬۳۰۸  |
| ۱۹۲۲ | ۵۰٬۳۴۲  |
| ۱۹۳۴ | ۵۸٬۸۷۶  |
| ۱۹۵۹ | ۷۴٬۲۶۳  |
| ۱۹۷۰ | ۹۰٬۴۵۹  |
| ۱۹۷۹ | ۱۰۴٬۳۸۱ |
| ۱۹۸۹ | ۱۱۳٬۳۲۰ |
| ۱۹۹۵ | ۱۰۴٬۸۷۴ |
| ۲۰۰۰ | ۱۰۱٬۲۴۱ |
| ۲۰۰۵ | ۱۰۱٬۴۸۳ |
| ۲۰۱۰ | ۱۰۳٬۲۸۴ |
| ۲۰۱۱ | ۱۰۳٬۷۴۰ |
| ۲۰۱۲ | ۹۹٬۵۵۸  |
| ۲۰۱۳ | ۹۹٬۵۱۸  |
| ۲۰۱۴ | ۹۸٬۴۴۹  |
| ۲۰۱۵ | ۹۷٬۳۳۲  |

## شهرهای خواهرخوانده
شهرهای خواهرخوانده تارتو به شرح زیر است:
| - بروم، نروژ - دفنتر، هلند - فرارا، ایتالیا - فردریکسبرگ، دانمارک - گیومری، ارمنستان (signed in Soviet times) - هافنارفیورذور، ایسلند | - هامنلینا، فنلاند - کاوناس، لیتوانی - لونبورگ، آلمان - پسکوف، روسیه - ریگا، لتونی - سولزبری، مریلند، آمریکا | - تامپره، فنلاند - تورکو، فنلاند - اوپسالا، سوئد - وسپریم، مجارستان - زوتفن، هلند |

## نگارخانه

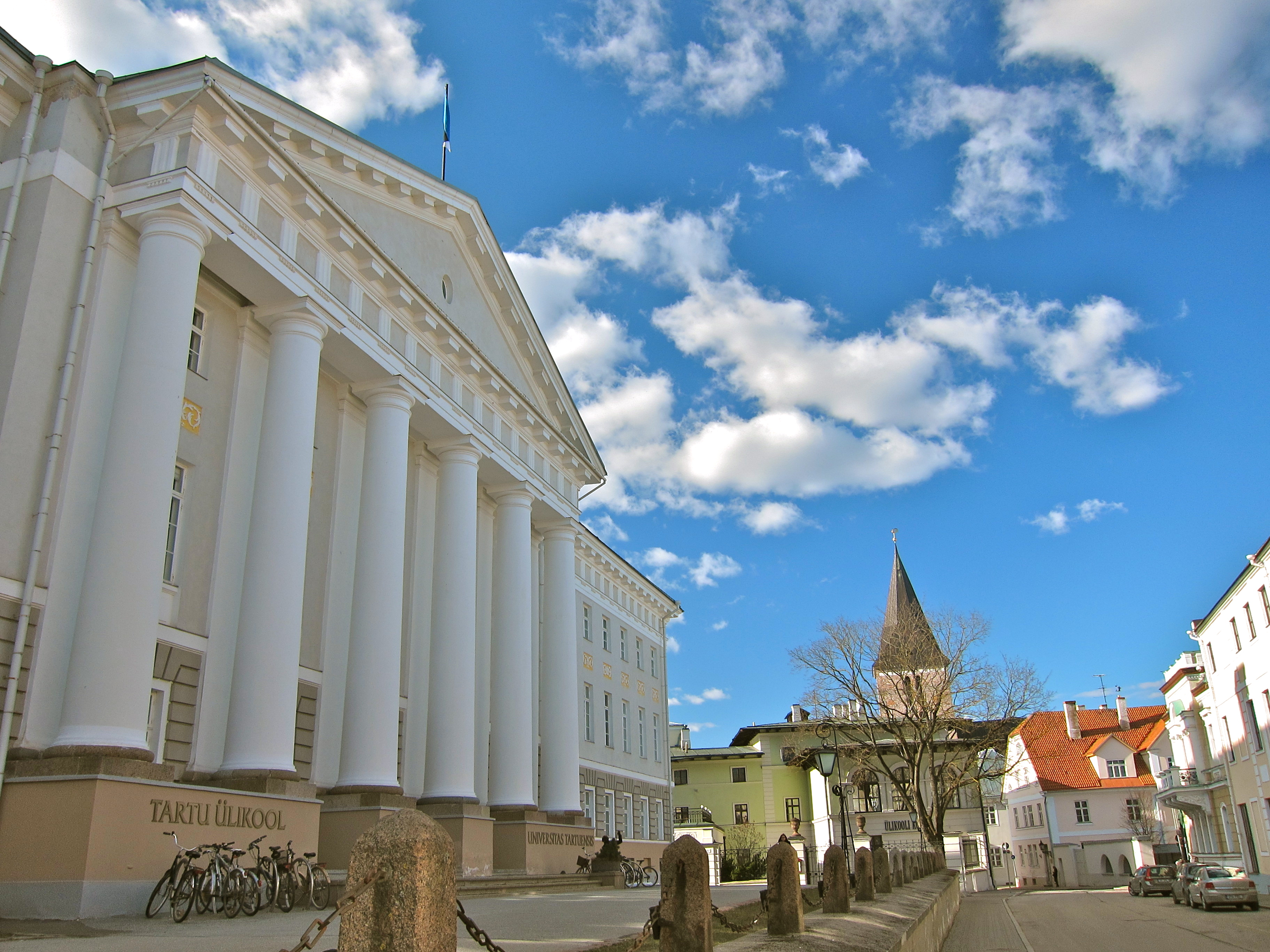
ساختمان اصلی دانشگاه تارتو
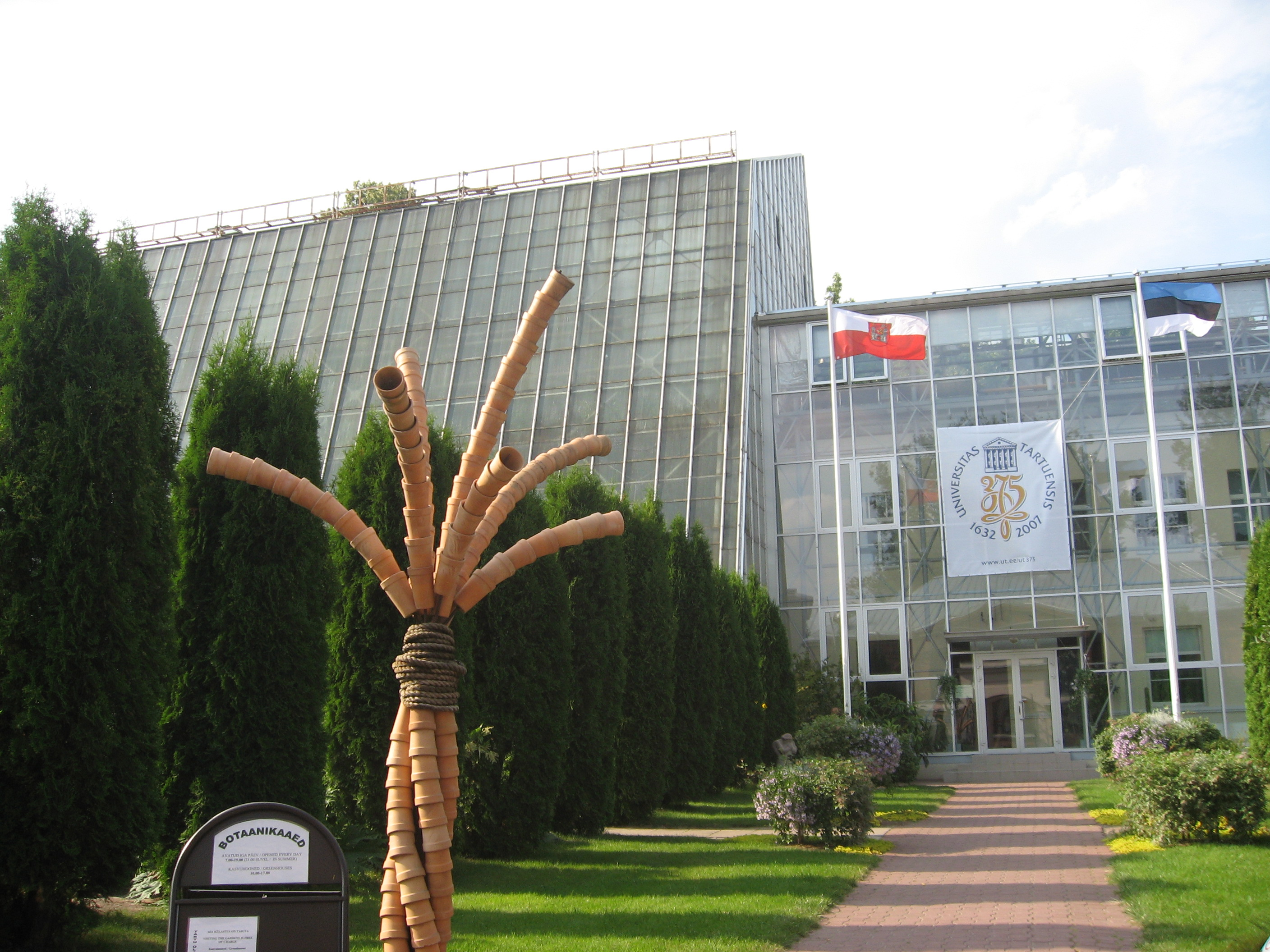
باغ‌های گیاه‌شناسی دانشگاه تارتو
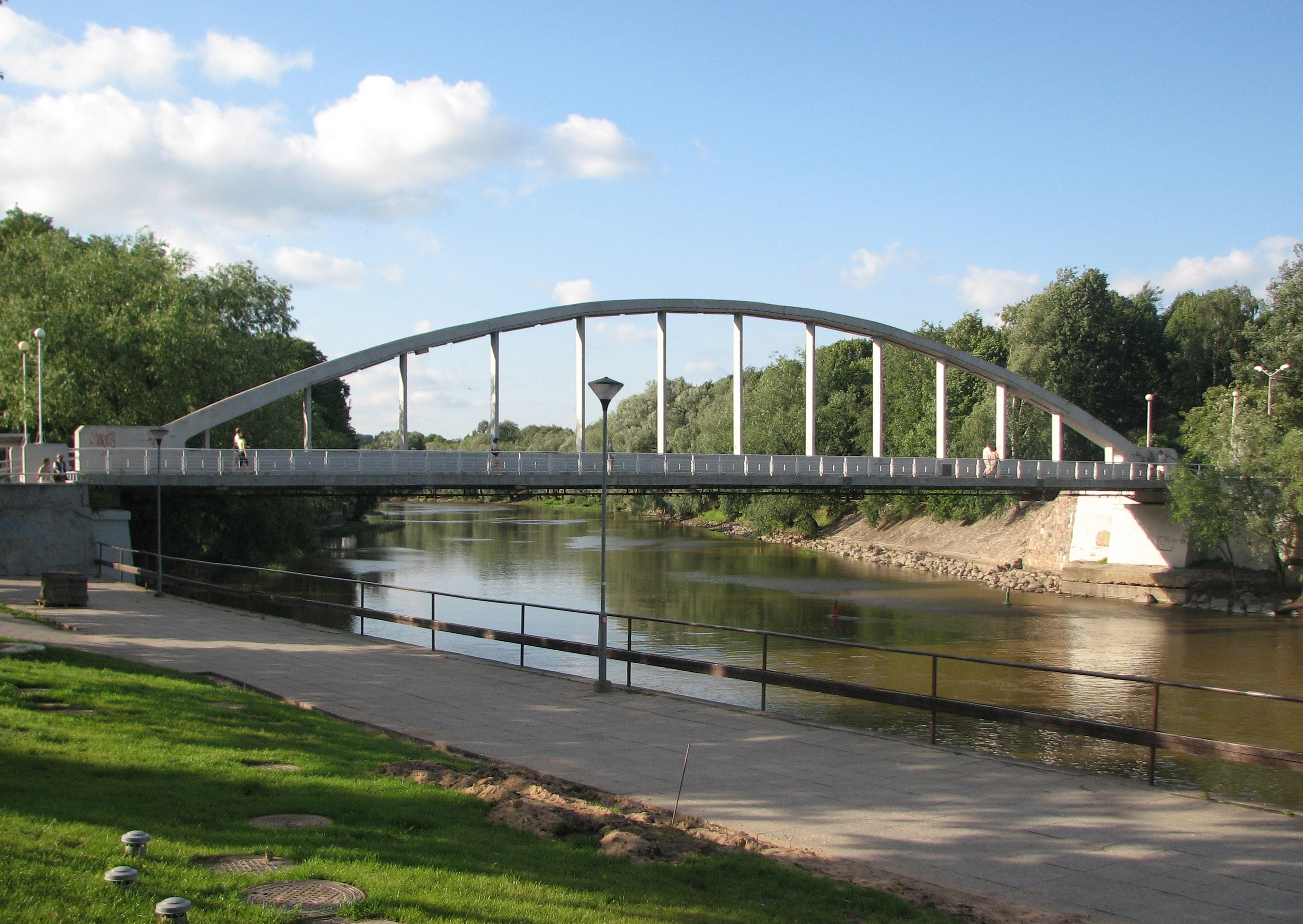
پل قوسی بر روی رود امایوگی
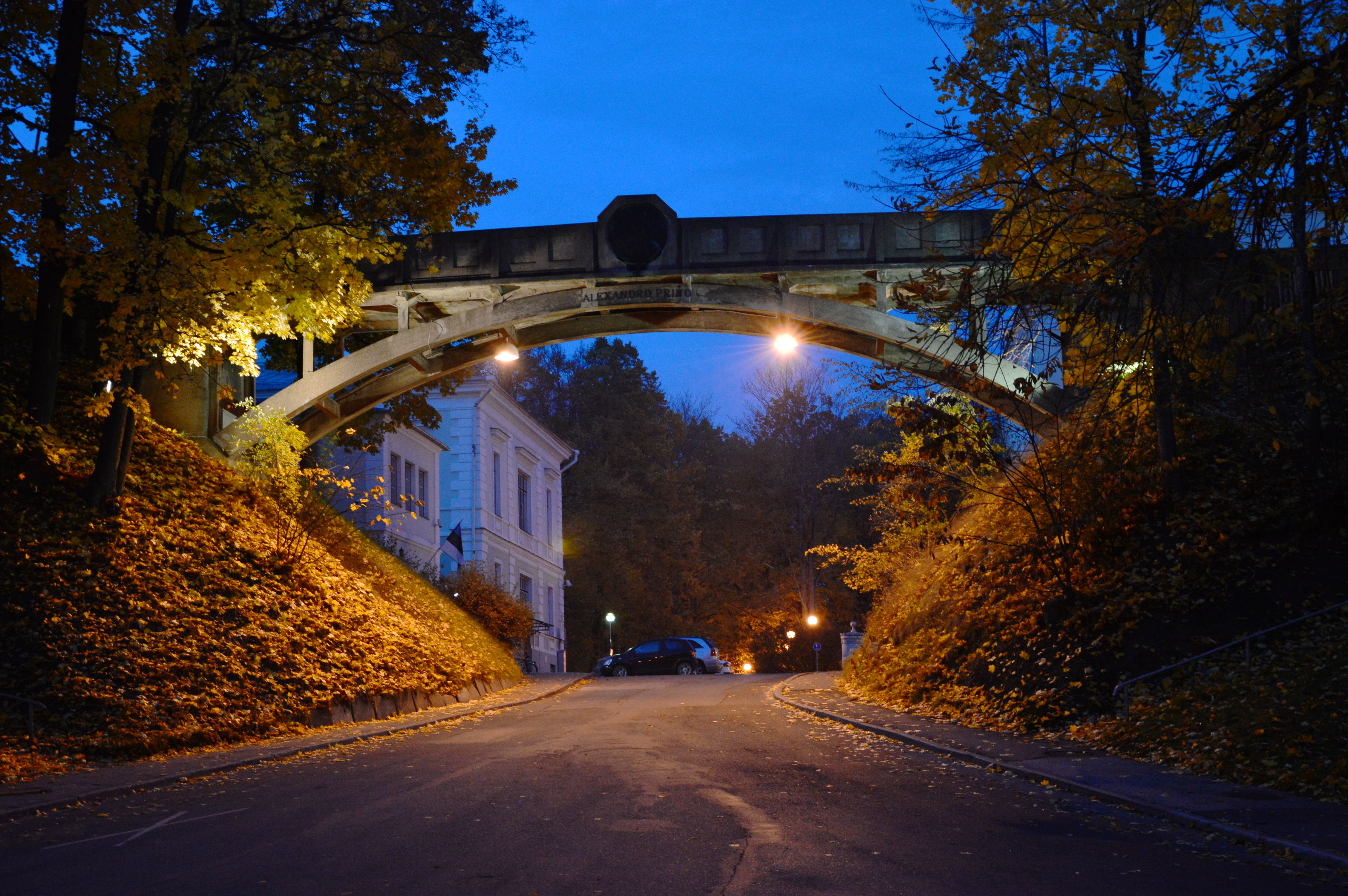
Kuradisild (Devil's Bridge)
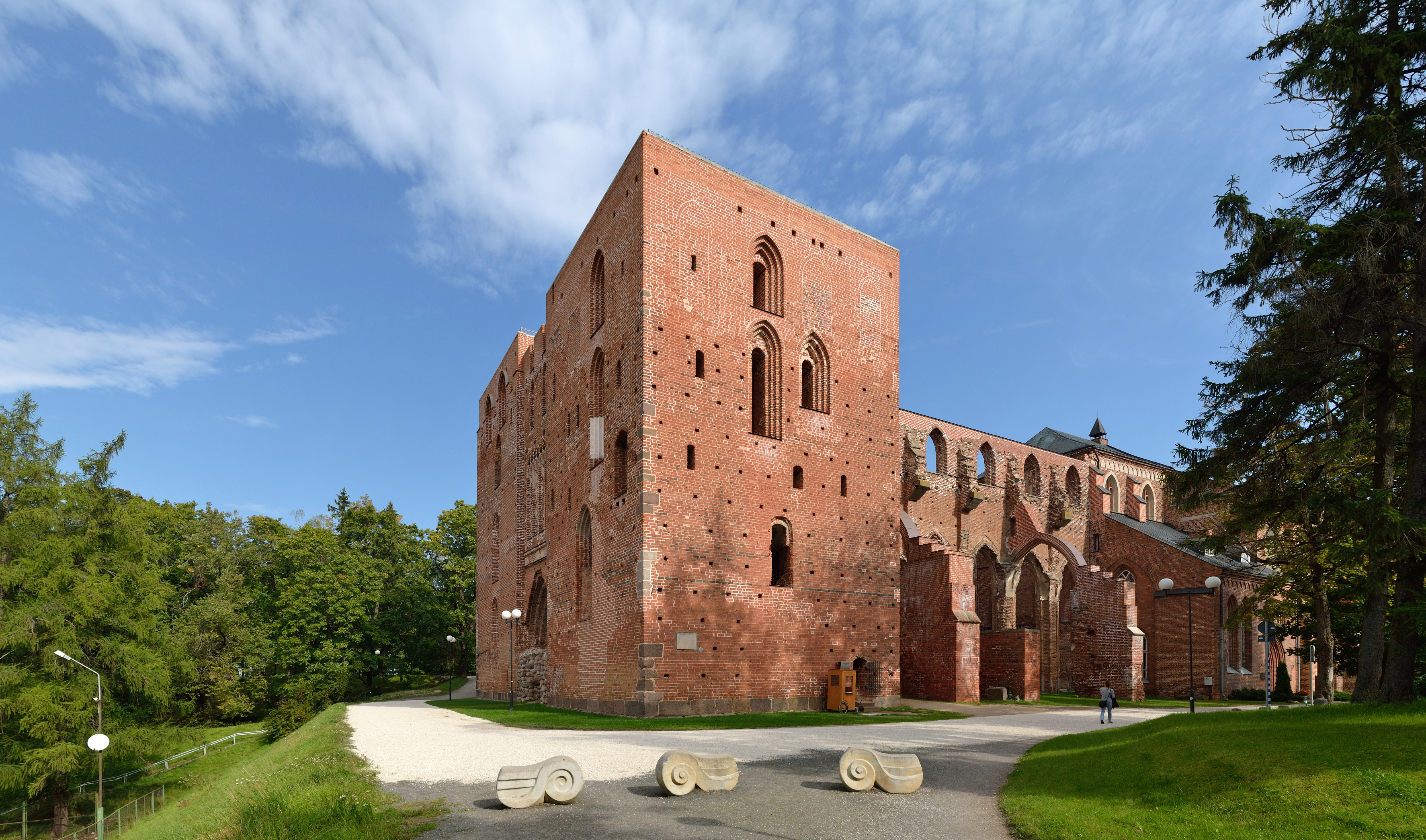
ویرانه‌های کلیسای جامع تارتو و موزه دانشگاه تارتو
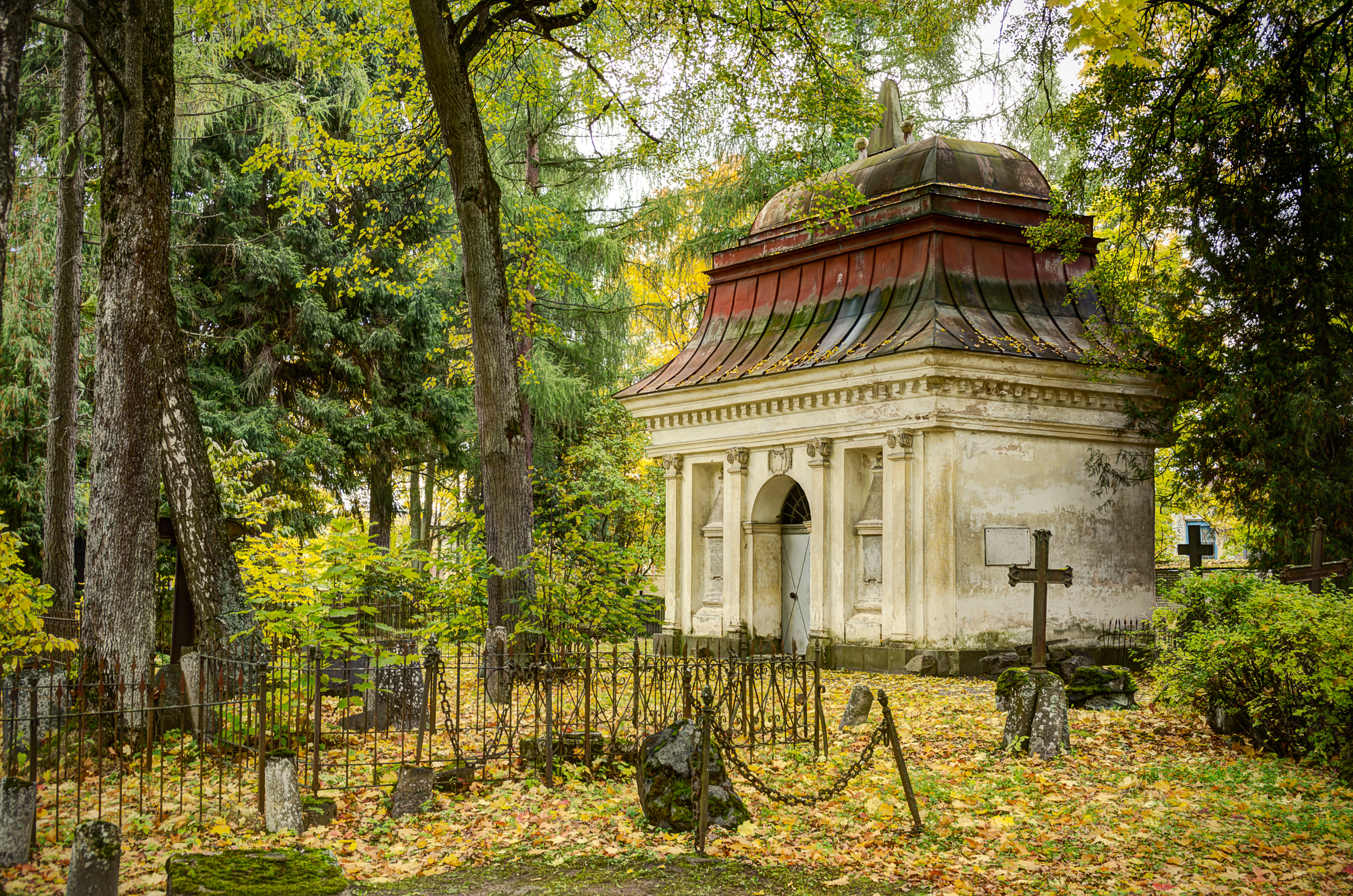
نمازخانه تلر در تارتو، ساخت ۱۷۹۴
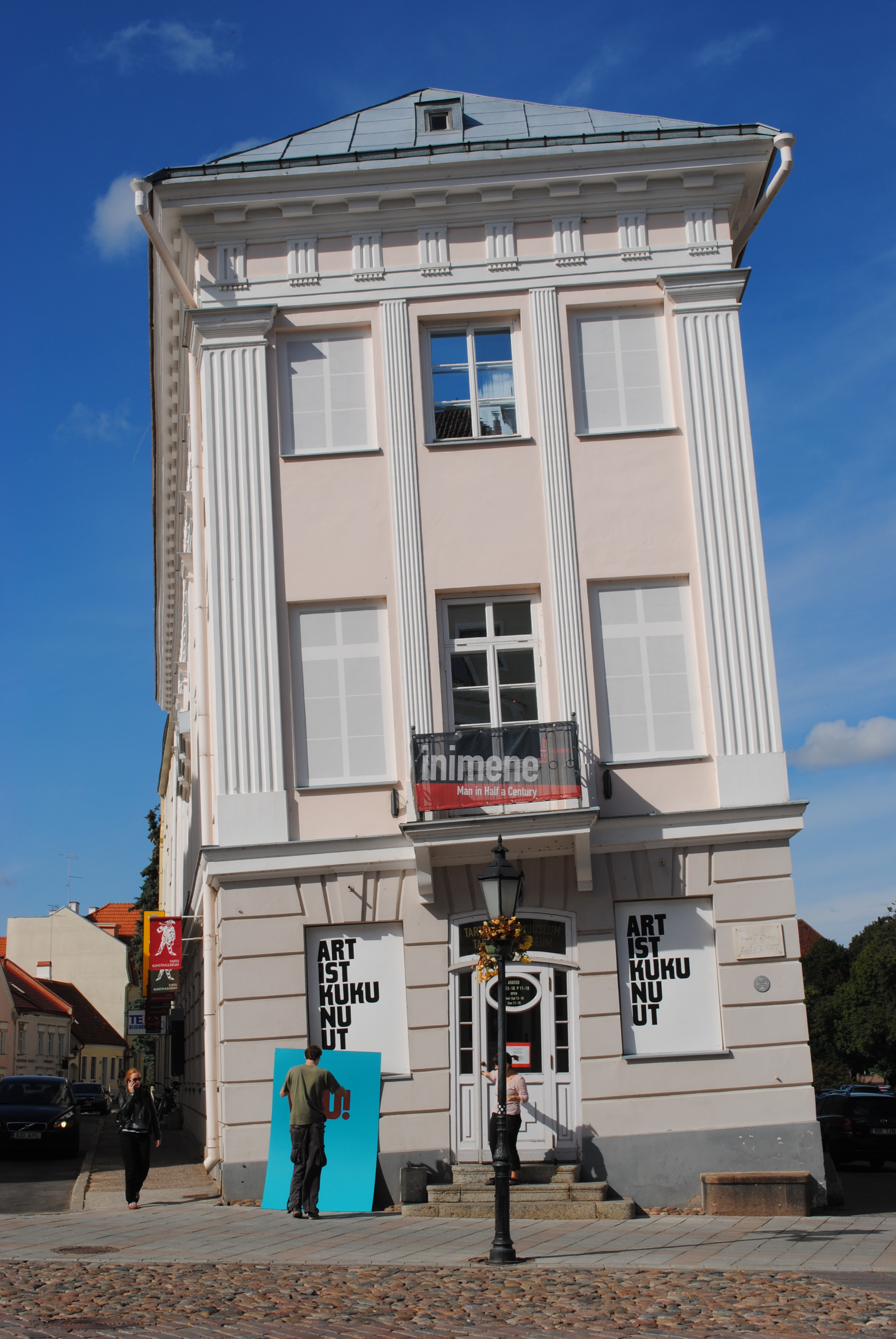
موزه هنر تارتو
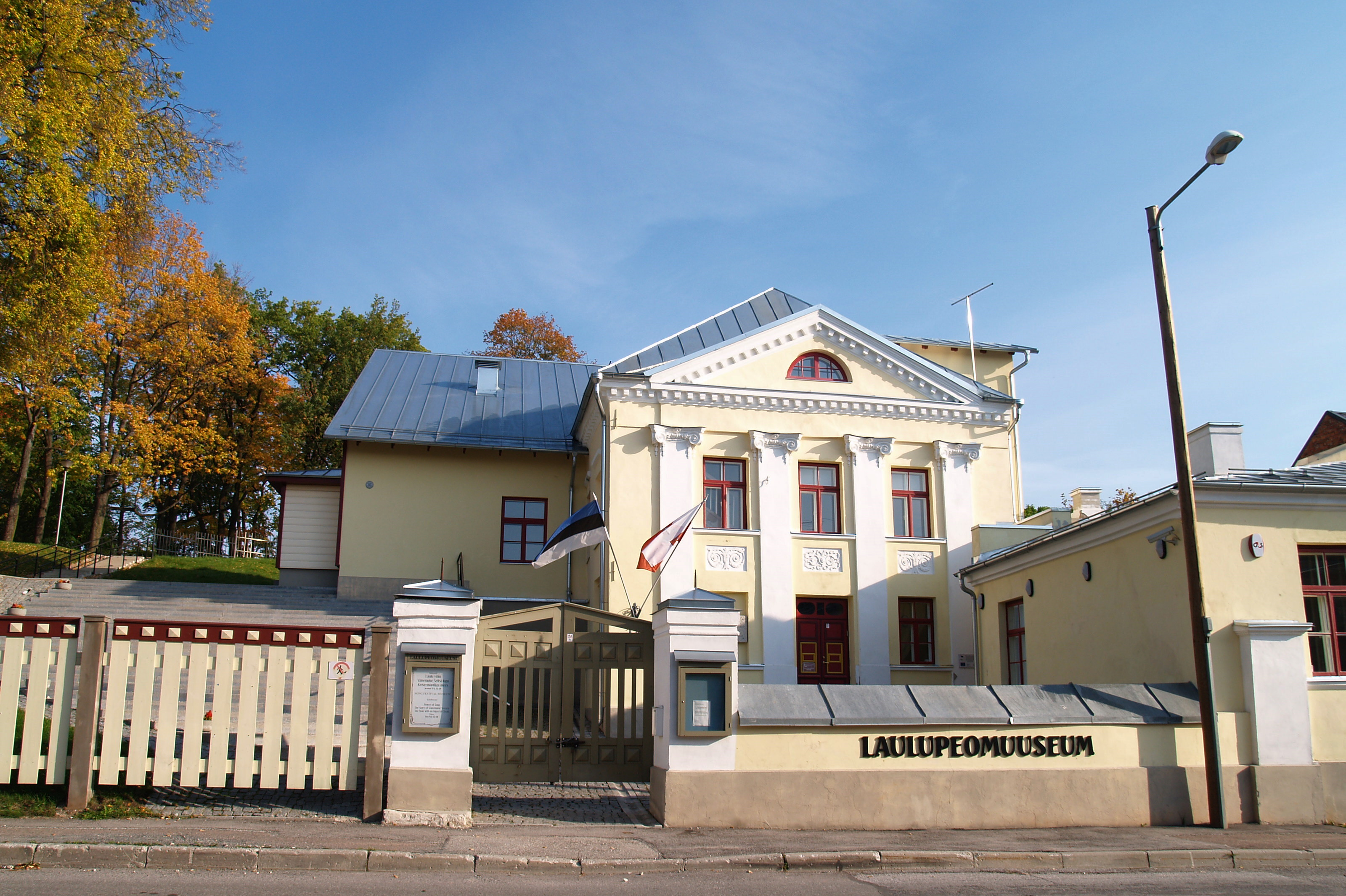
موزه جشنواره موسیقی
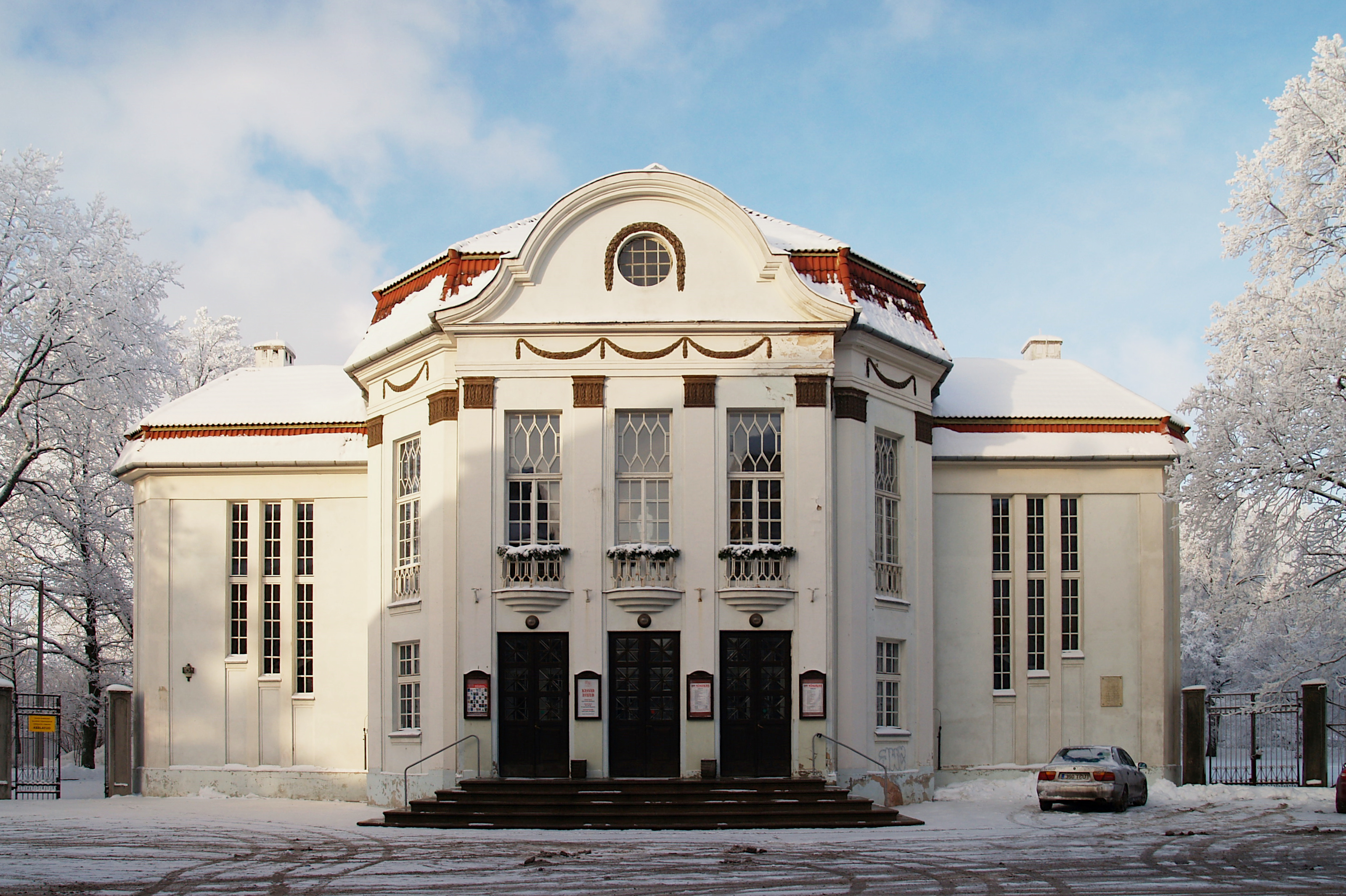
تئاتر وانموینه
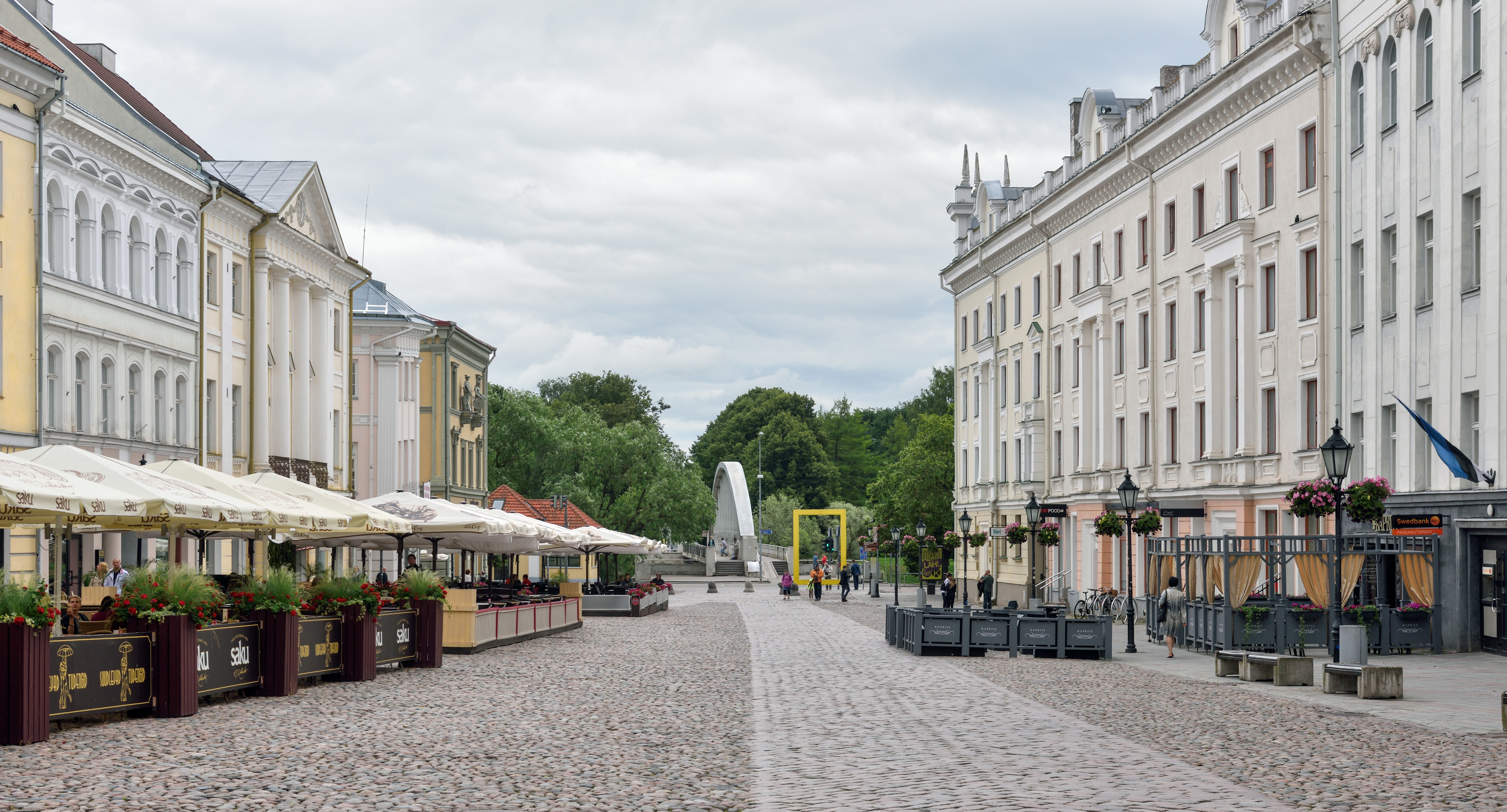
میدان رائکویا
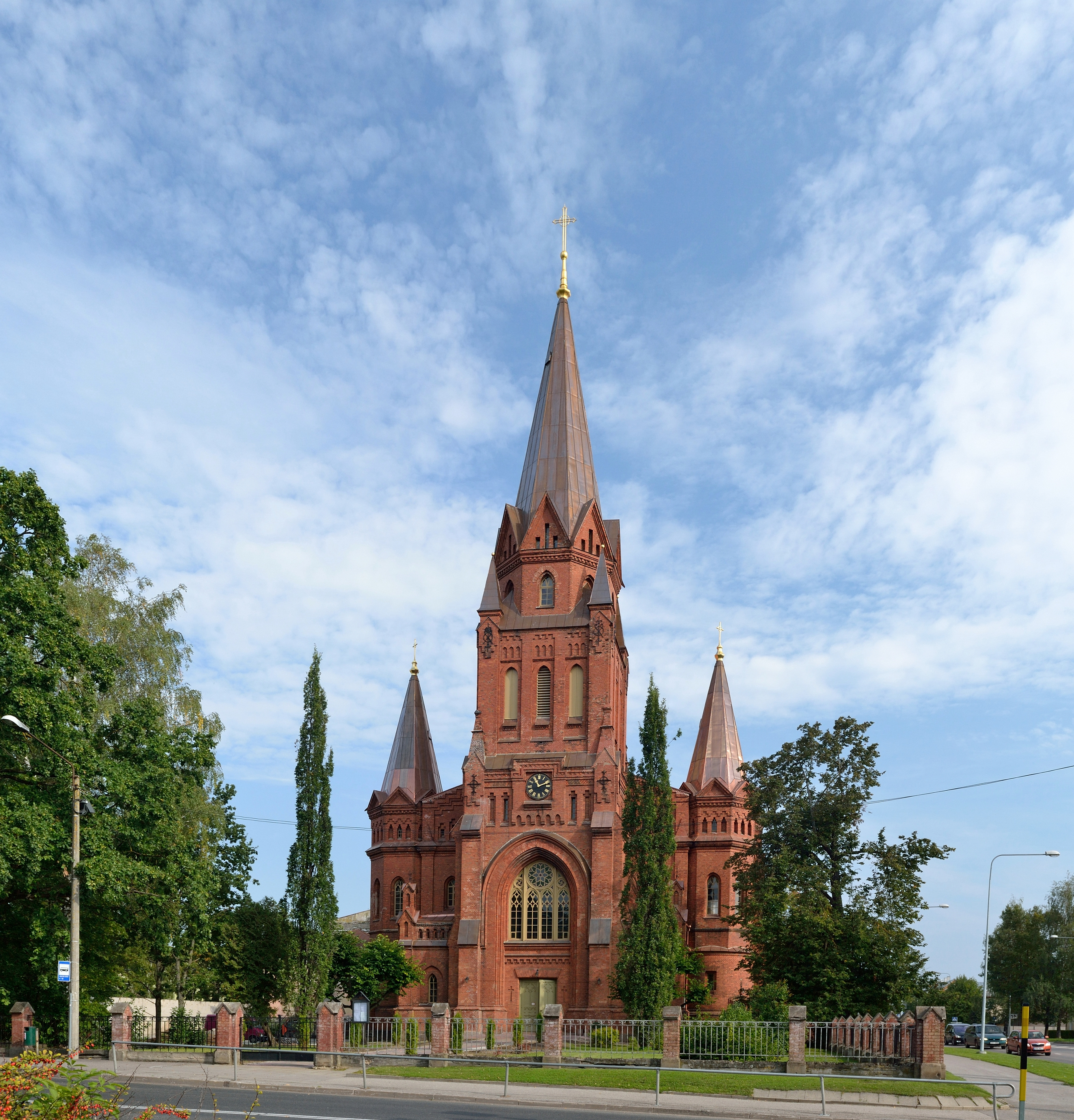
کلیسای سنت پیتر
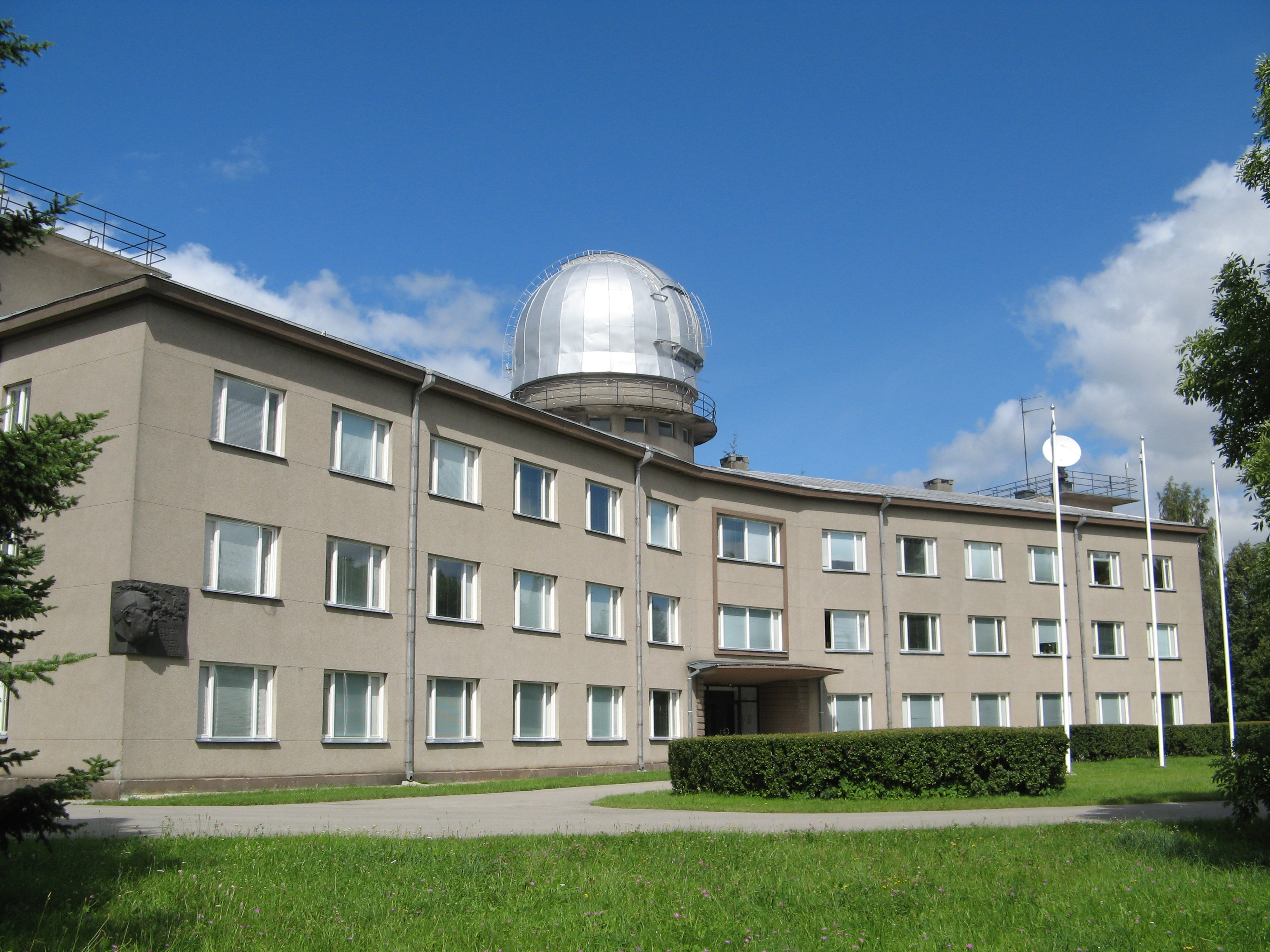
رصدخانه تارتو
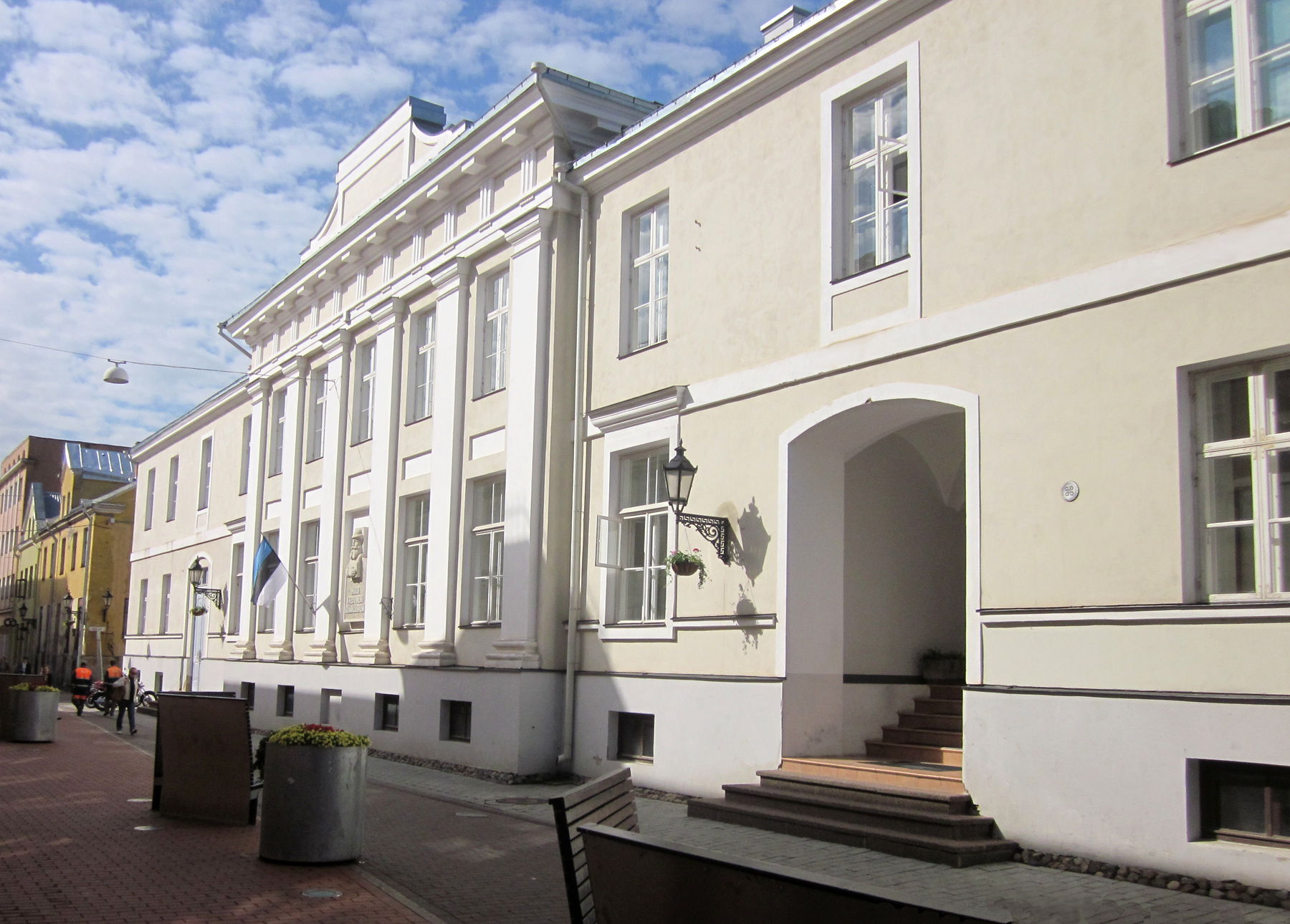
جیمنیزیوم هوگو ترفنر
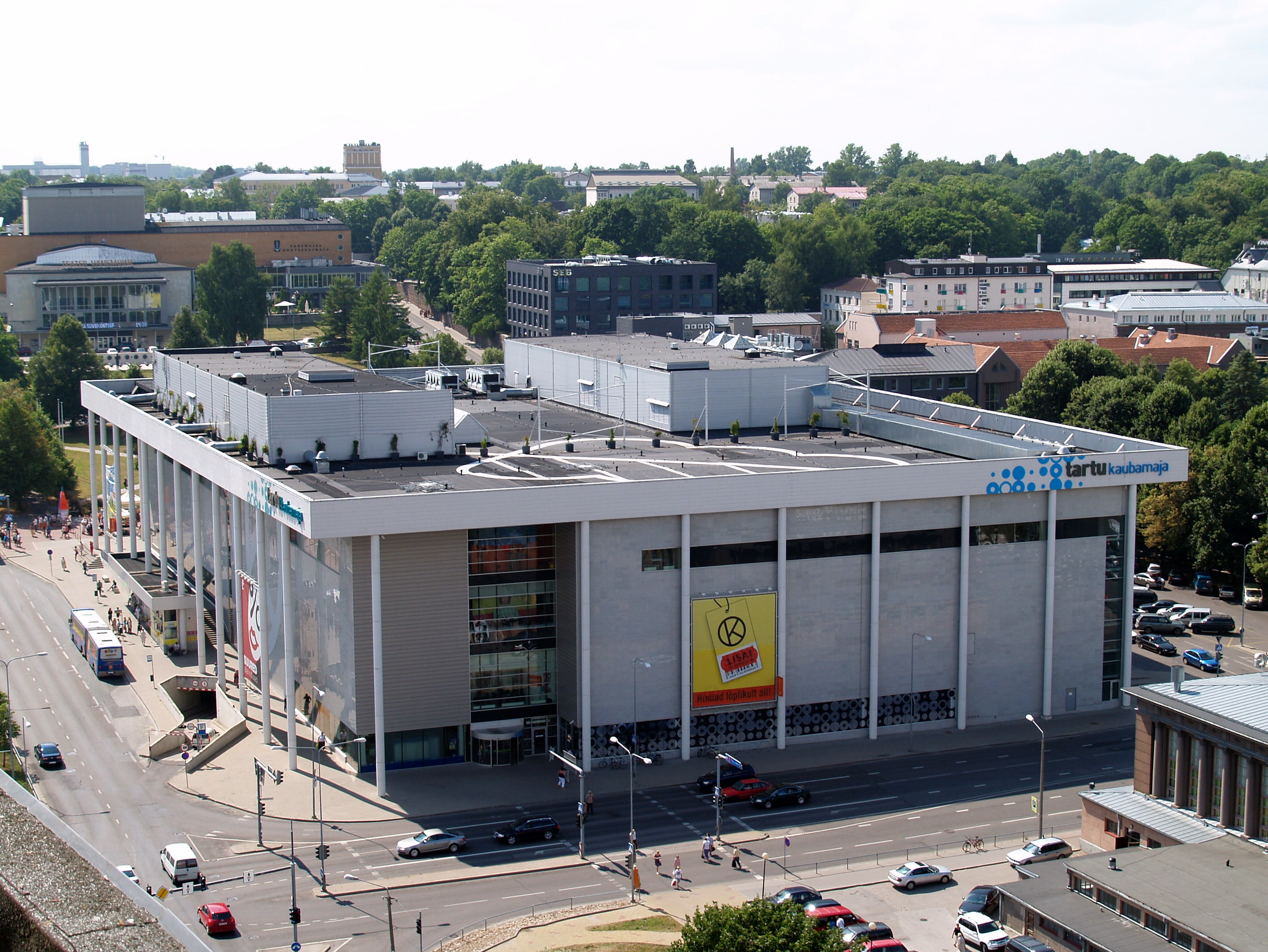
فروشگاه بزرگ تارتو
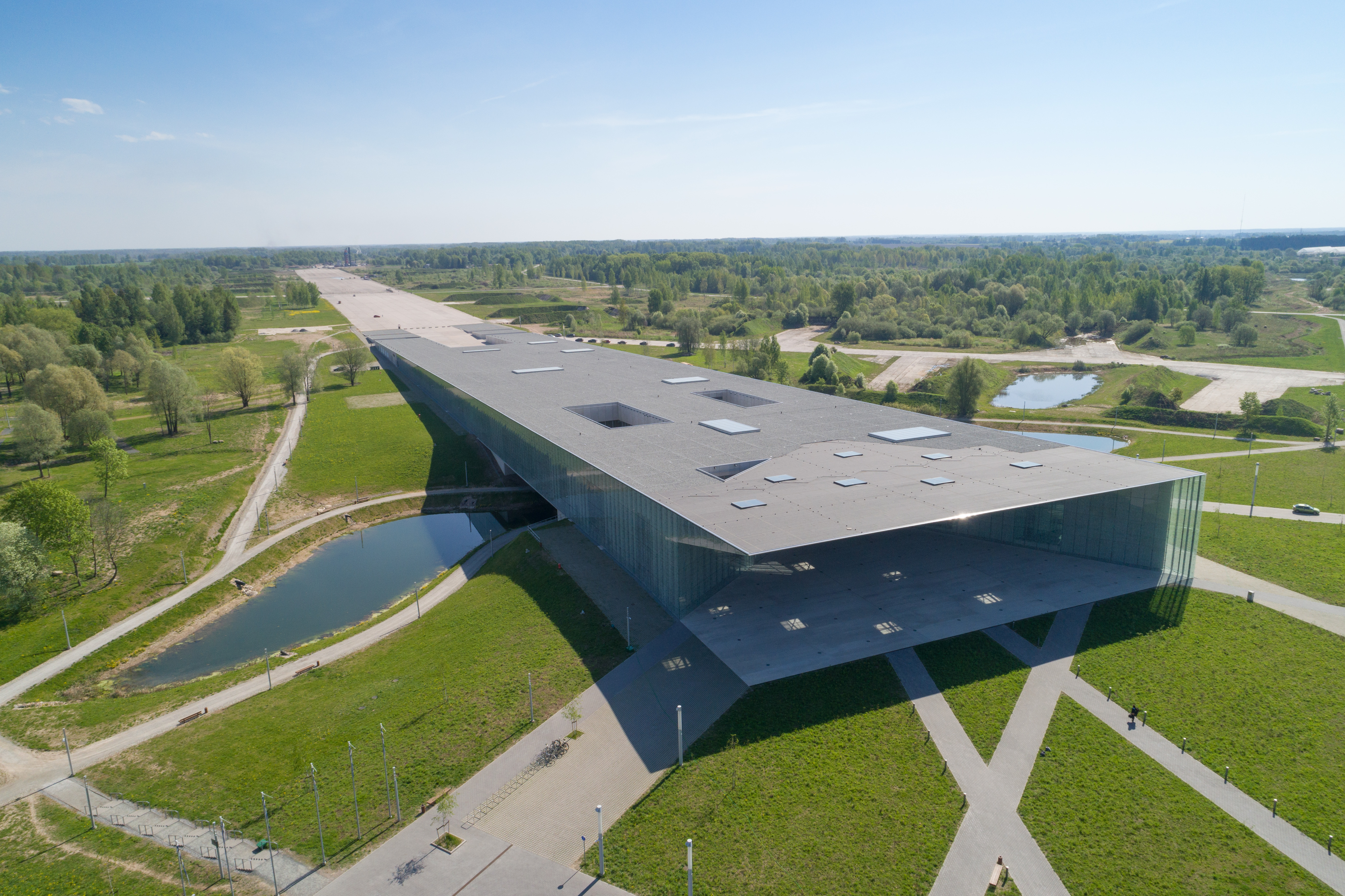
موزه ملی استونی
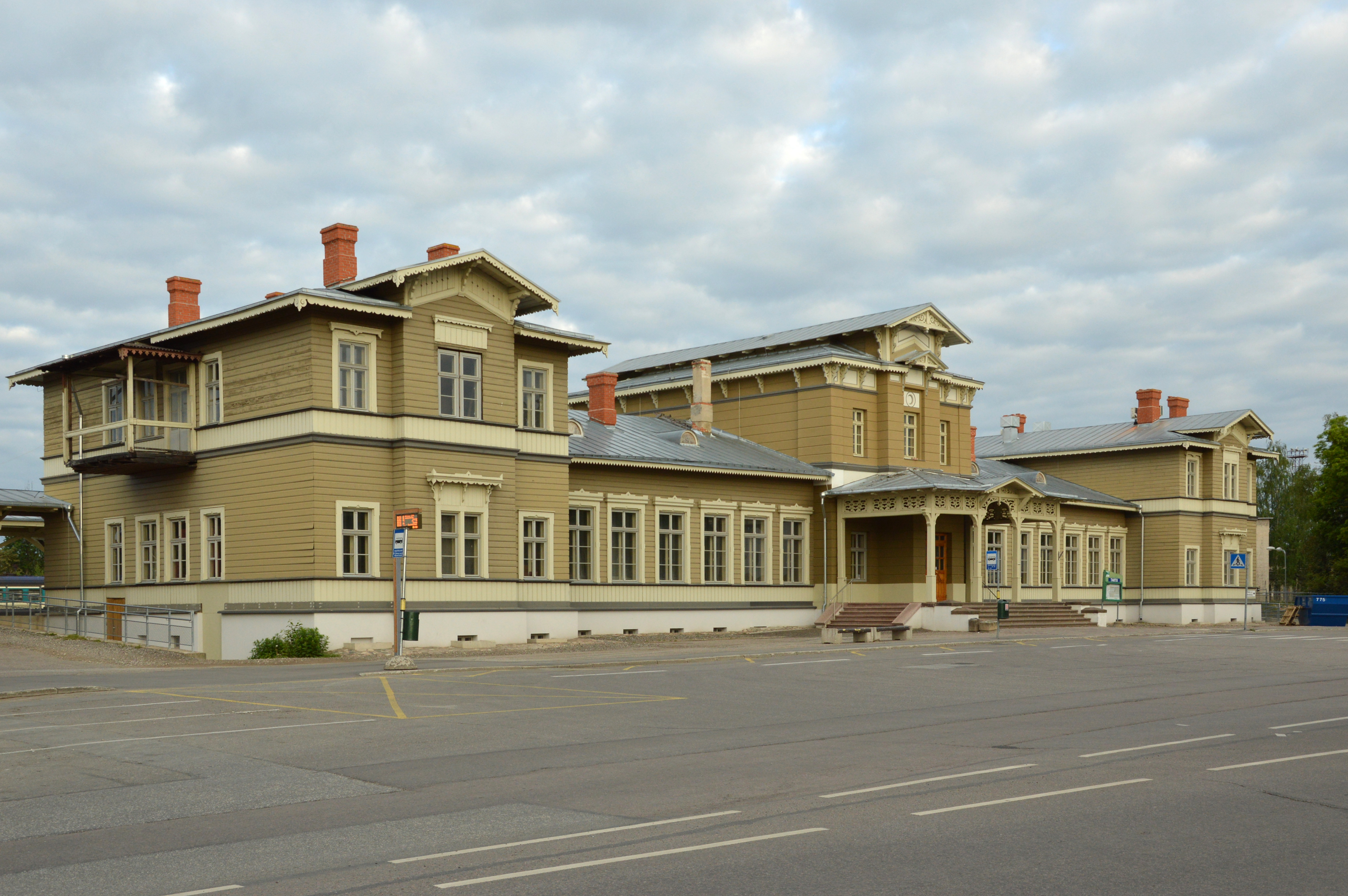
ایستگاه راه‌آهن تارتو